# Paul Völckers
Ne doit pas être confondu avec Paul Volcker.
Paul Völckers (15 mars 1891 à Kiel – 25 janvier 1946 en Russie) est un General der Infanterie allemand qui a servi dans la Heer au sein de la Wehrmacht pendant la Seconde Guerre mondiale.
Il a été récipiendaire de la croix de chevalier de la Croix de fer. Cette décoration est attribuée pour récompenser un acte d'une extrême bravoure sur le champ de bataille ou un commandement militaire avec succès.

## Biographie
Völckers s'engage dans l'armée en mars 1910 en tant qu'enseigne et sert comme officier pendant la Première Guerre mondiale, notamment comme commandant de compagnie dans le 5e régiment à pied de la Garde (de). En 1917, il est lieutenant et officier d'ordonnance dans le 27e régiment d'infanterie.
Paul Völckers est capturé par les forces soviétiques en 1944 durant l'opération Bagration et meurt en captivité en 1946.

## Décorations
- Croix de fer (1914)
  - 2e Classe
  - 1re Classe
- Croix d'honneur
- Agrafe de la Croix de fer (1939)
  - 2e Classe
  - 1re Classe
- Médaille du Front de l'Est
- Croix allemande en Or (1er avril 1942)
- Croix de chevalier de la Croix de fer
  - Croix de chevalier le 11 décembre 1942 en tant que Generalleutnant et commandant de la 78. Infanterie-Division[1]
- Mentionné dans le bulletin radiophonique Wehrmachtbericht (12 décembre 1942 et 23 novembre 1943)